# 赤塔
赤塔（羅馬化：Chita，羅馬化：Shete），俄羅斯外貝加爾邊疆區首府，位於赤塔河、音果達河與西伯利亞鐵路交界，市内机场定期有发往莫斯科，伊尔库茨克和北京的航班。

## 历史
建於1653年，1851年設鎮。由於是十二月黨人的流放地，故被稱為「流放者的城市」。他們的到來振興文化事業，也促進貿易。市内有后贝加尔国立大学，赤塔医学院等多所院校。
1905年俄国革命期间，革命者在此建立赤塔共和国。1920—1922年為遠東共和國首都。1929年中东路事件期间，苏军领导人伏罗希洛夫坐镇赤塔设置野战总部。
自1991年蘇聯解體，一直是很多俄國人和外國人的禁區。有人認為赤塔是契丹的轉音。
1945年溥仪曾被囚禁于此。

## 城市風格
當地與俄羅斯其他城市不同，呈棋盤狀。建築有蘇聯式的五層混凝土大樓、山區的獨立木屋。又由於第二次世界大戰囚禁了來自日本的戰俘，一些建築帶有日本的特徵。

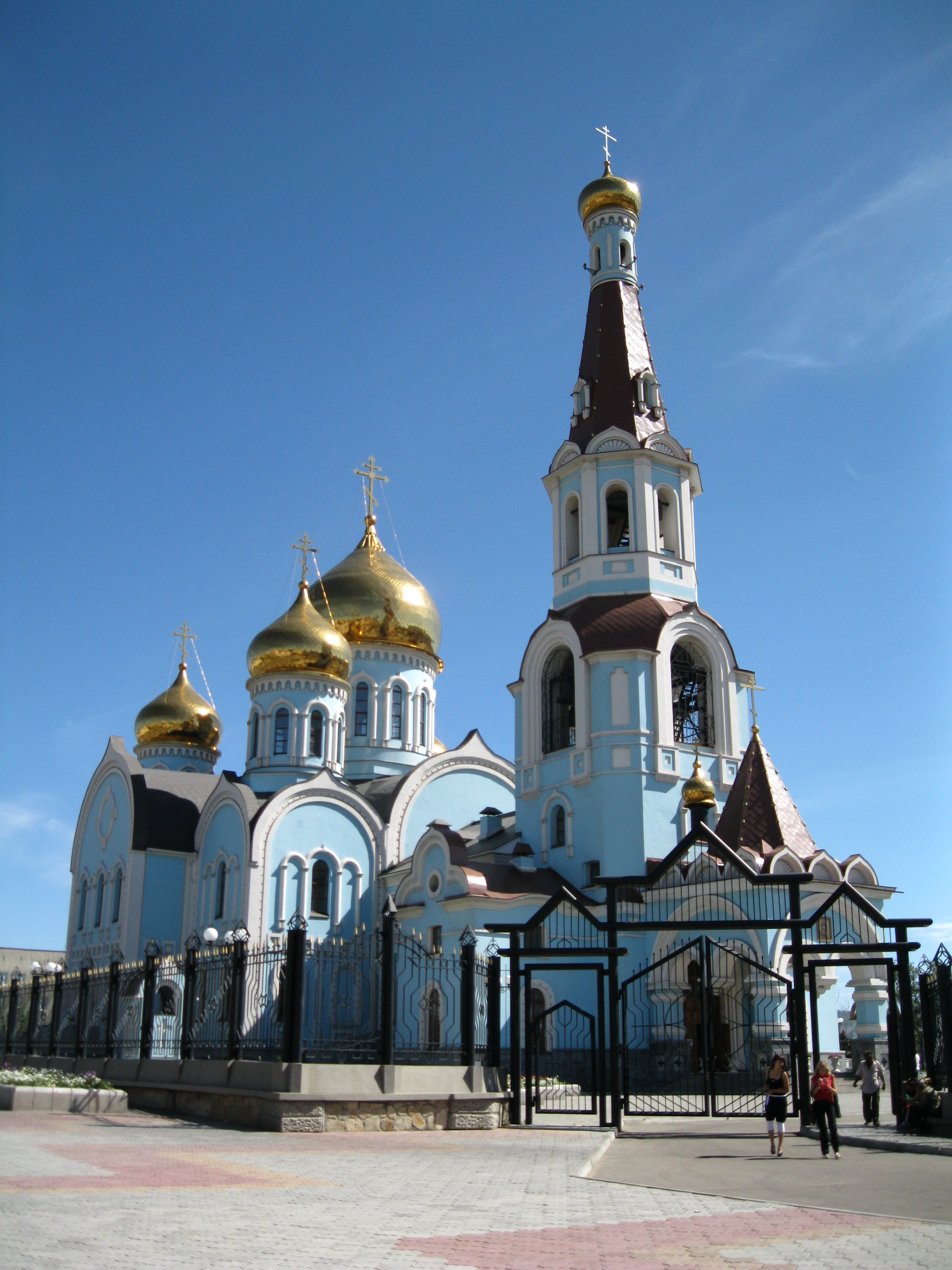
火车站对面的教堂

## 交通
- 赤塔2号站
- 赤塔機場

## 友好城市
- 中华人民共和国海拉尔区 1992年
- 日本知多市 1994年
- 蒙古国喬巴山 1995年
- 美国阿比林 1996年
- 中华人民共和国满洲里市 1999年
- 俄羅斯烏蘭烏德 2011年